# Telgehuset
Telgehuset (ursprungligen Domus) är ett byggnadskomplex i centrala Södertälje innehållande butiksgalleria och kontor med tillhörande parkering. Komplexet har fastighetsbeteckningen Jupiter 15, med huvudentré från Storgatan samt sidoentréer från Torekällgatan och Rådhusgatan.

## Historia
På tomten fanns tidigare det så kallade Holmbergska huset uppfört på 1880-talet av byggherre Jöns Petter Holmberg. Holmberg hade även sin sommarbostad Holmbergska villan på Värdsholmen i Södertälje. Stadens byggnadsordning tillät inte byggnader högre än 3 våningar. Holmbergs hus kringgick dock detta genom att benämna den översta våningen inredd vind.
I samband med Citysaneringen av Södertäljes stadskärna genomfördes genomgripande förändringar av de gamla stadskvarteren. Stadens kooperativa förening köpte upp flera tomter i kvarteret Jupiter inför ett planerat varuhusbygge.
Sedan 1939 hade Södertälje redan ett varuhus i form av Tempo, beläget i Castorkvarteret snett över Storgatan. Det hade dock sina lokaler i en byggnad som inte specifikt uppförts som varuhus.
Den första byggnationen av ett renodlat varuhus var Domus. 1958–1959 gjordes grundarbete inför uppförandet av varuhuset. I samband med bygget breddades Torekällgatan på dess norra sida.
I mars 1961 invigdes Domus. Byggnaden var ett renodlat affärshus, med kontor ovanpå. Södertälje stadsbibliotek hade sina lokaler på det översta kontorsplanet. Domus i Södertälje var det första varuhuset i Sverige med parkering på taket.

### Bilder

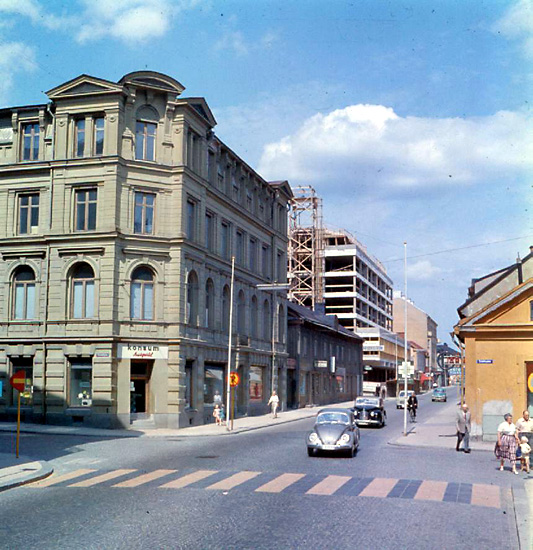
Holmbergska huset från 1880-talet stod tidigare på platsen
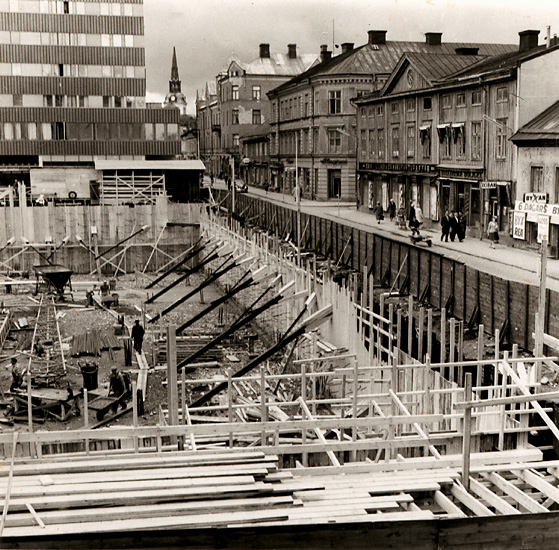
Byggnaden under uppförande
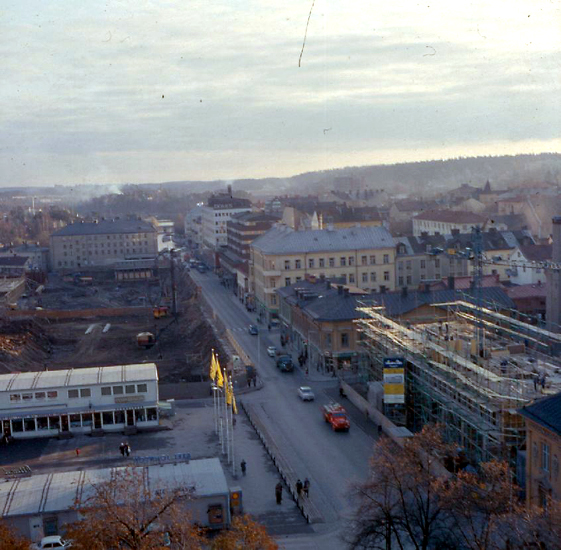
Storgatan med Domus/Telgehuset färdigbyggt. Varuhuset Kringlan och Södertälje tingshus uppförs
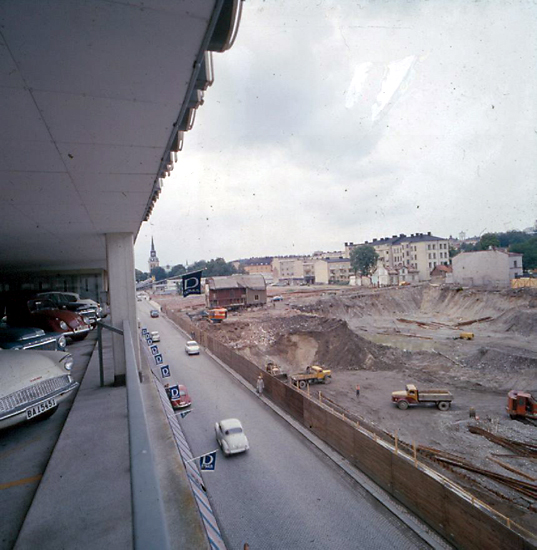
Utsikt från parkeringen för Domus/Telgehuset. Varuhuset Kringlan och EPA/Åhlens under uppförande

## Varuhuset Domus
Domus var ett standardiserat varuhuskoncept inom Kooperativa förbundet. I Södertälje fanns bland annat ett stort sortiment av varor, samt livsmedelshall och restauranger. Dåtidens livsmedelshall låg i byggnadens södra del, och hade sidoingång från Torekällgatan. Varuhuset hade stora skyltfönster mot gatorna.
Två restauranger drevs i byggnaden. Den ena var primärt lunchrestaurang, och hade utsikt över Storgatan. Det fanns även en restaurang med bordsservering som kallades Domusgrillen, med utsikt över Torekällgatan.
Mot slutet av 1980-talet beslutade kooperationen att lägga ner många av sina Domusvaruhus. 1991 skedde en konvertering av Domushuset till butiksgalleria som fick namnet Telgehuset.

### Bilder

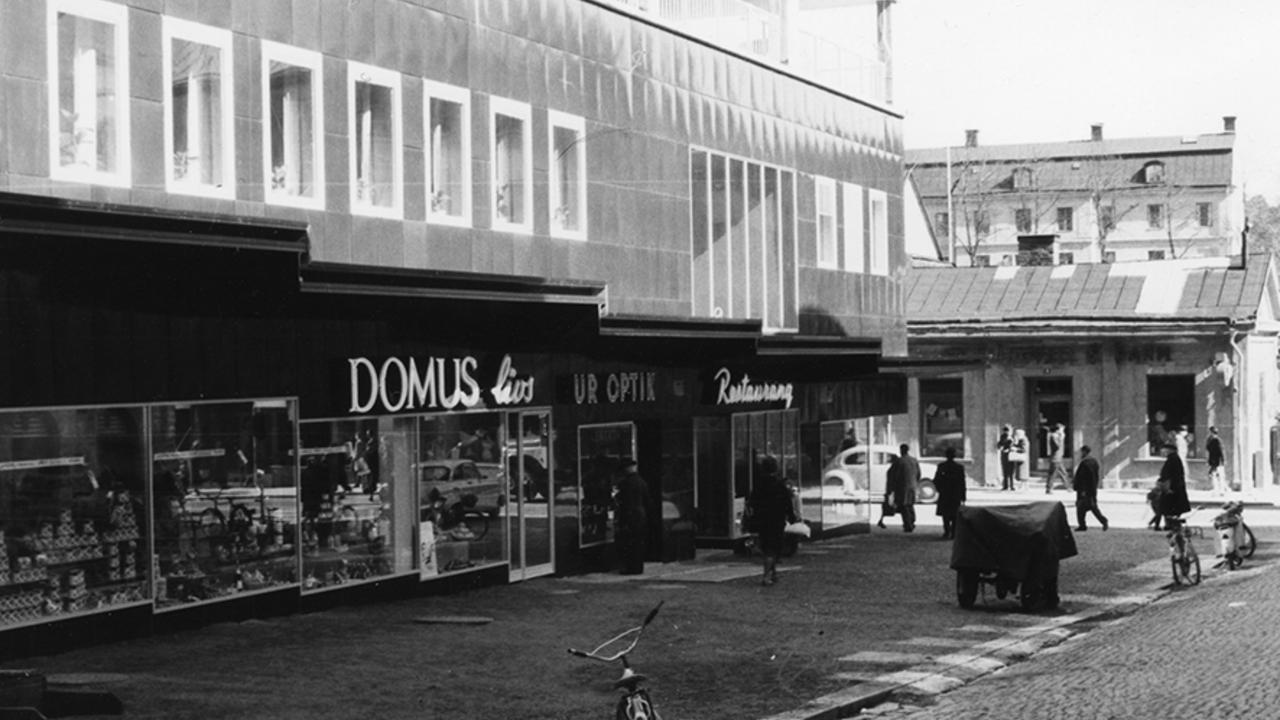
Skyltfönster mot Torekällgatan. Rivning för byggnation av Varuhuset Kringlan ännu inte påbörjad. Orionkullen i bakgrunden
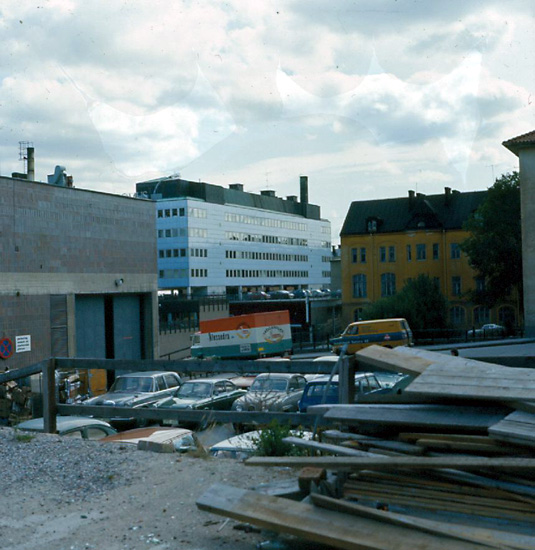
Baksidan av huset samt utsikt över kvarteren Jupiter och Mars
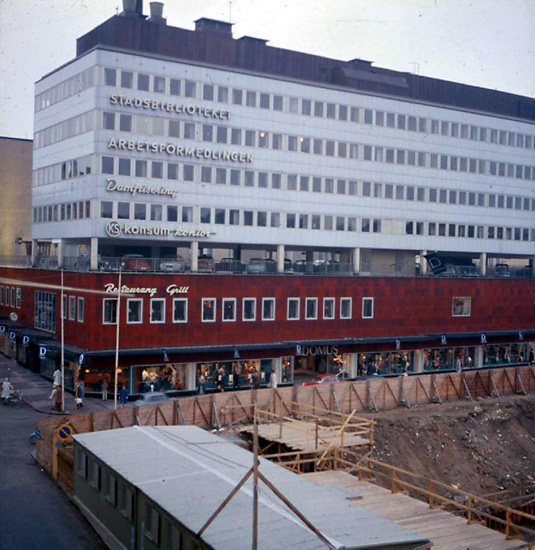
Domus huvudentré mot Storgatan. Varuhuset Kringlan under uppförande i förgrunden
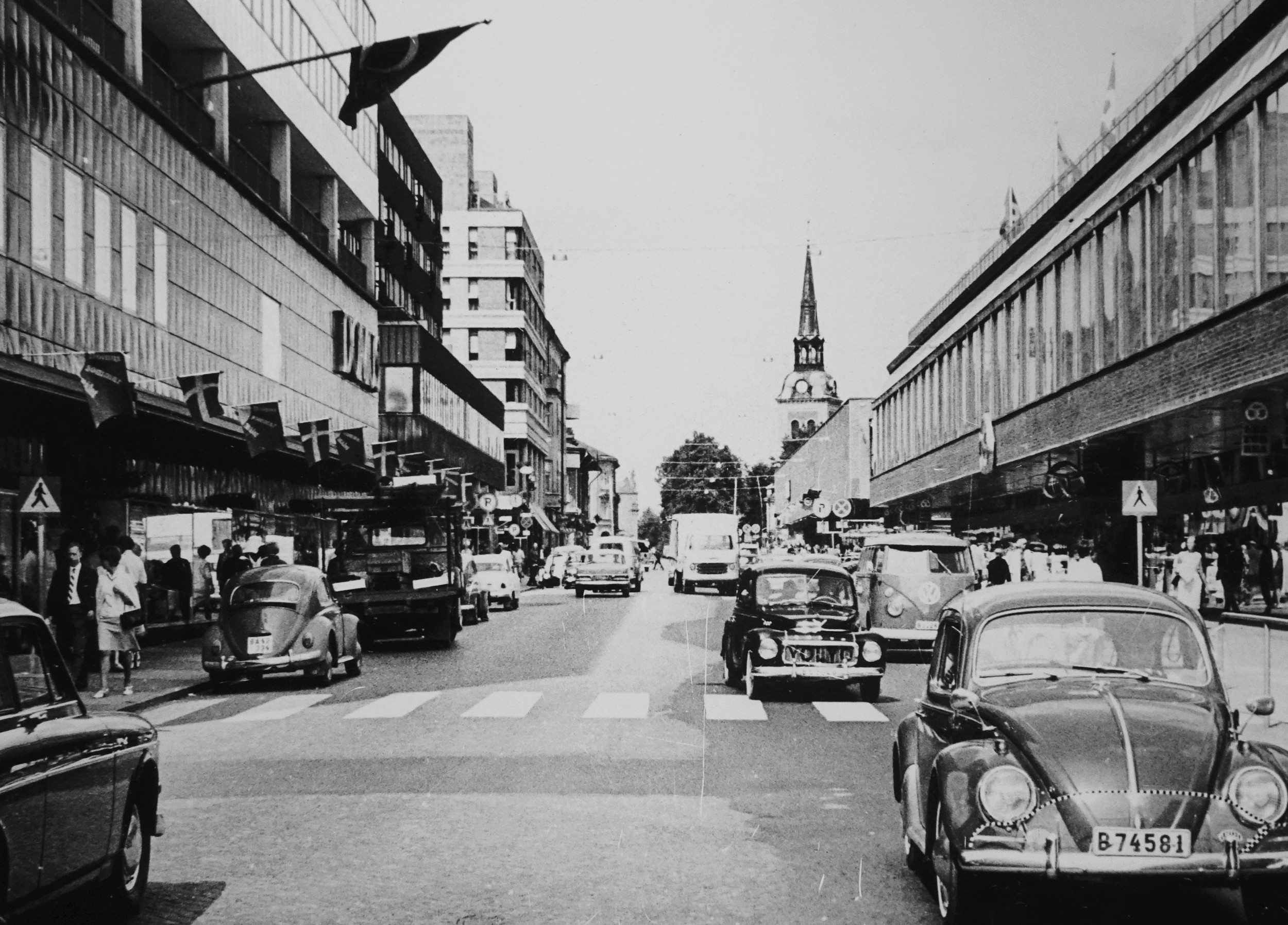
Storgatan med Domus till vänster och de nybyggda varuhusen Kringlan och EPA/Åhléns till höger. Bild innan gatan blev bilfri samt innan högertrafikomläggningen
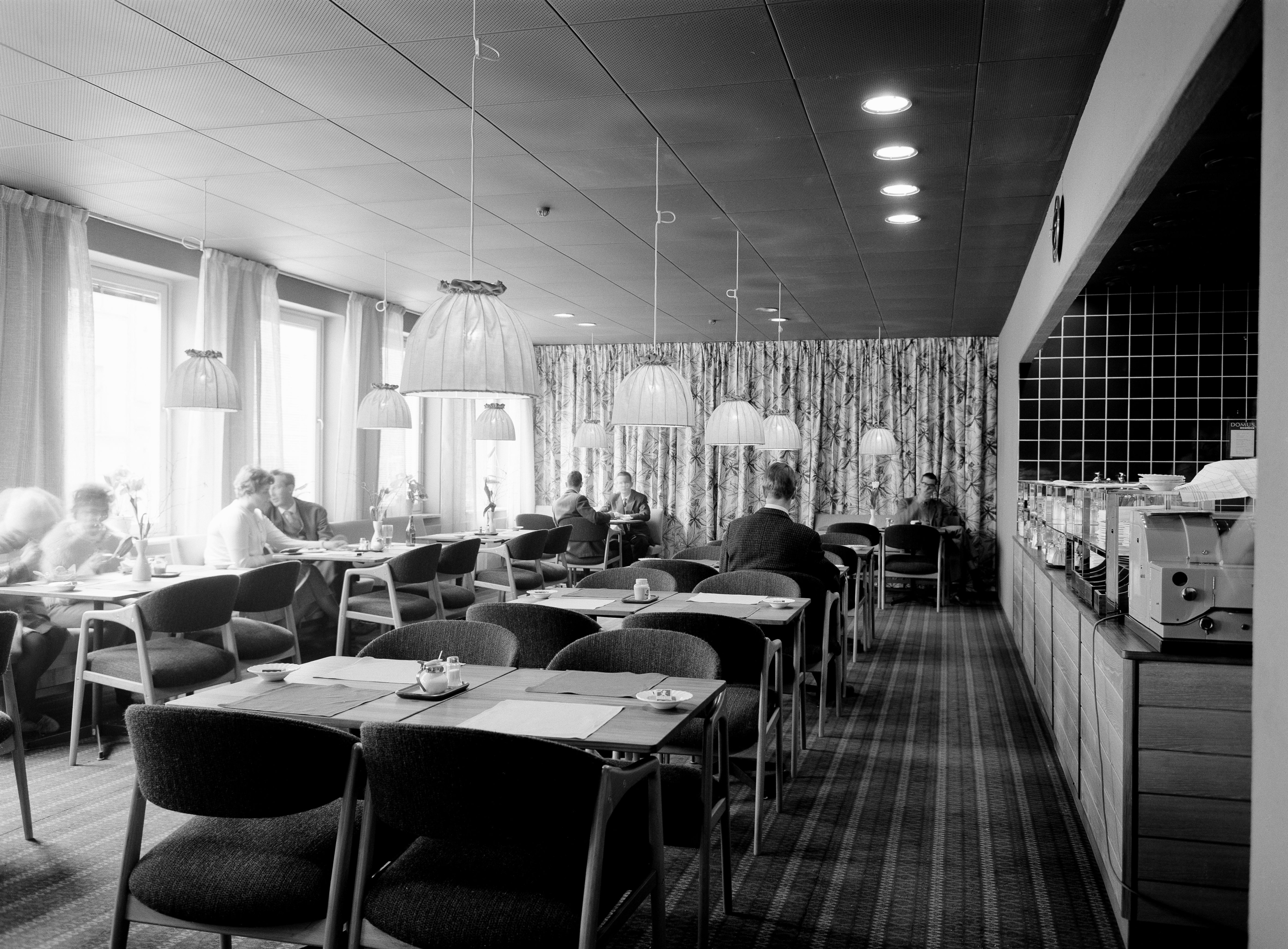
Domus hade två rastauranger. Detta är den så kallade Domusgrillen med bordsservering och fönster mot Torekällgatan. Det fanns även en enklare lunchservering
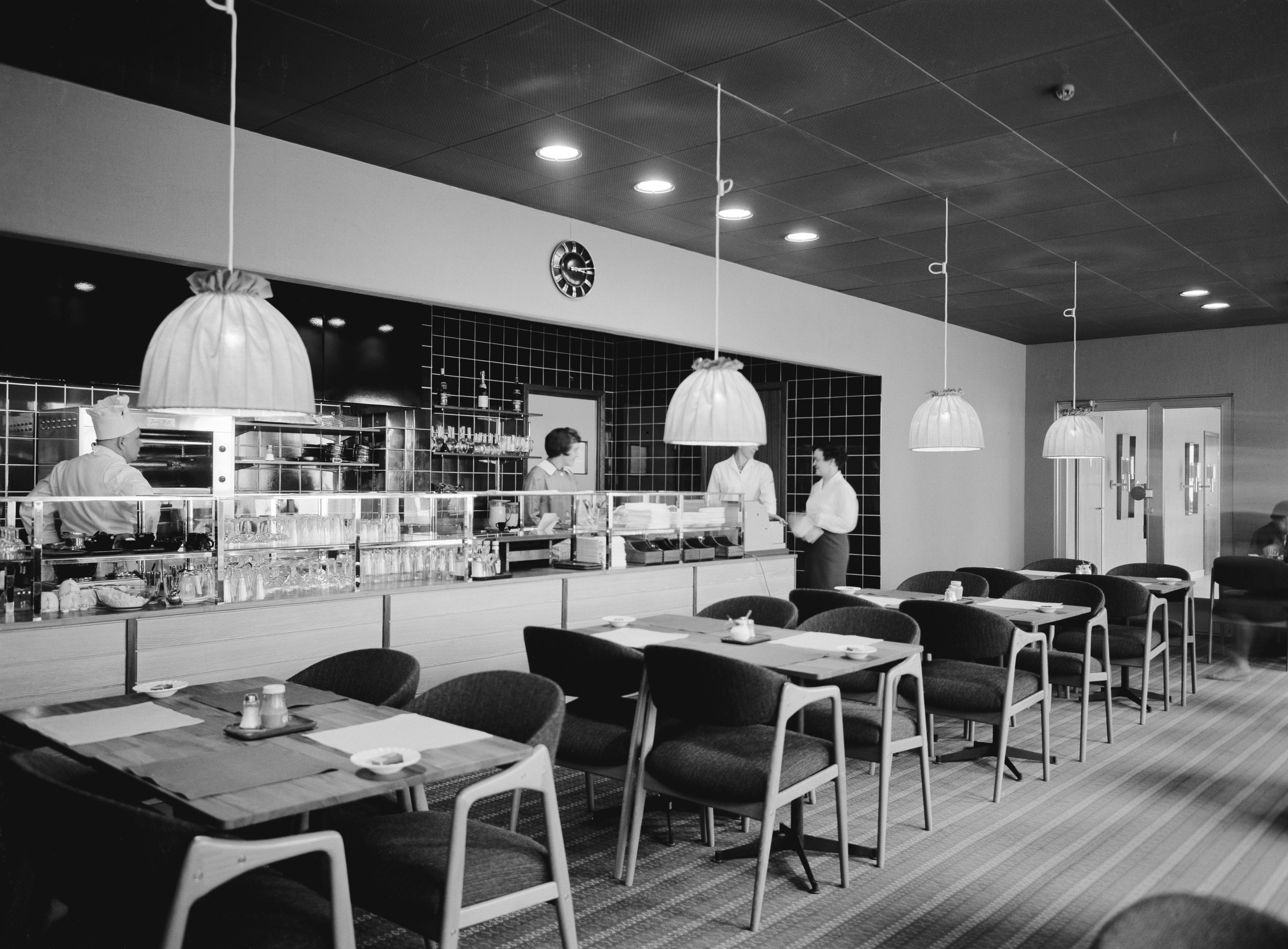
Kök och personal på restaurang Domusgrillen

## Butiksgallerian Telgehuset
Telgehuset är en butiksgalleria i tre våningar, med försäljningsyta på 5 500 kvadratmeter. Lokalerna innehåller bland annat flera detaljhandelsbutiker. Även om kooperationen inte längre driver hela varuhuset har de fortfarande livsmedelsförsäljning i gallerian i form av en Coop Konsum-butik.
2018 köptes Telgehuset av samma fastighetsbolag som redan ägde Varuhuset Kringlan i Södertäljes stadskärna.